# Semaeopus atrisignata
Semaeopus atrisignata är en fjärilsart som beskrevs av Louis Beethoven Prout 1934. Semaeopus atrisignata ingår i släktet Semaeopus och familjen mätare. Inga underarter finns listade i Catalogue of Life.